# Héctor Garibay
Héctor Garibay Flores (* 9. Juli 1988 in Totoral) ist ein bolivianischer Leichtathlet, der sich auf den Langstreckenlauf spezialisiert hat.

## Sportliche Laufbahn
Erste internationale Erfahrungen sammelte Héctor Garibay im Jahr 2019, als er bei den Südamerikameisterschaften in Lima in 14:24,68 min den zehnten Platz im 5000-Meter-Lauf belegte. 2021 erreichte er dann bei den Südamerikameisterschaften in Guayaquil nach 30:35,85 min Rang sechs über 10.000 m. Im Jahr darauf gewann er bei den Juegos Bolivarianos in Valledupar in 29:42,54 min die Silbermedaille im 10.000-Meter-Lauf hinter seinem Landsmann Vidal Basco und anschließend gelangte er bei den Weltmeisterschaften in Eugene mit 2:12:44 h auf Rang 36 im Marathonlauf. Im Oktober nahm er an den Südamerikaspielen in Asunción teil und gewann dort in 29:35,87 min die Bronzemedaille über 10.000 Meter hinter den Chilenen Carlos Díaz und Ignacio Velásquez. 2024 siegte er in 1:03:29 h beim Rio-Halbmarathon, ehe er bei den Olympischen Sommerspielen in Paris nach 2:15:54 h auf den 60. Platz im Marathon gelangte.
In den Jahren 2019 und 2022 wurde Garibay bolivianischer Meister im 5000-Meter-Lauf.

## Persönliche Bestzeiten
- 5000 Meter: 14:17,11 min, 6. April 2019 in Cochabamba
  - 3000 Meter (Halle): 8:43,95 min, 19. Januar 2020 in Cochabamba
- 10.000 Meter: 29:35,87 min, 14. Oktober 2022 in Asunción
- Halbmarathon: 1:03:29 h, 5. Mai 2024 in Rio de Janeiro
- Marathon: 2:07:44 h, 19. Februar 2023 in Sevilla (bolivianischer Rekord)